# Mass Effect
Mass Effect là một loạt trò chơi khoa học viễn tưởng hành động nhập vai, bắn súng góc nhìn thứ ba được phát triển bởi công ty Canada là BioWare và phát hành cho Xbox 360 và Microsoft Windows, với các game sau này được phát hành trên PlayStation 3 bắt đầu với phần thứ hai và thứ ba trên Wii U. Trò chơi thứ tư được phát hành trên Microsoft Windows, PlayStation 4 và Xbox One vào tháng 3 năm 2017.
Bộ ba nguyên tác đầu tiên có trọng tâm xung quanh một nhân vật tạo bởi người chơi được gọi với tên Chỉ huy Shepard (Commander Shepard) và sứ mệnh cứu thiên hà từ một cuộc chủng tộc cơ khí được gọi là Reaper, và những thuộc hạ, bao gồm Saren Arterius. Trò chơi đầu tiên nhìn thấy Shepard phải đối mặt với Sovereign, một Reaper tiên phong, người lên kế hoạch để cho hạm đội Reaper hiện trong chế độ ngủ đông ở không gian tối xâm lược dải Ngân Hà và tiêu diệt tất cả sự sống hữu cơ, tiếp tục một chu kỳ hủy diệt bí ẩn. Trò chơi thứ hai diễn ra hai năm sau đó, và cho thấy Shepard chiến đấu với Collector, một chủng tộc ngoài hành tinh bắt cóc toàn bộ thuộc địa của con người trong một kế hoạch để giúp Reaper trở về dải Ngân Hà. Trò chơi thứ ba và cuối cùng trong bộ ba tập trung vào trận chiến cuối cùng chống lại Reaper.
Phần phần thứ tư diễn ra trong thiên hà Andromeda và có một dàn nhân vật mới.
Tất cả ba phần chính đầu tiên của loạt trò chơi Mass Effect đã được ghi nhận với thành công trong doanh thu cũng như sự hoan nghênh rộng rãi. Bộ ba được đánh giá cao về cách kể chuyện, phát triển nhân vật, lồng tiếng, vũ trụ và nhấn mạnh vào sự lựa chọn của người chơi ảnh hưởng đến trải nghiệm khi chơi.. GamesRadar gọi Mass Effect là thương hiệu trò chơi hay nhất của thế hệ mới, nói rằng thiên hà được xây dựng quá tốt khiến nó như một thương hiệu hàng thập kỷ và "a high-water mark for video games as a story-telling medium." 

## Trò chơi
Một bộ ba của trò chơi đã được phát hành, mỗi câu chuyện tiếp nối trò chơi trước theo thứ tự thời gian. Mass Effect kết hợp các yếu tố hành động nhập vai, với một loạt các trò chơi chính là ở góc nhìn người thứ ba. Nhân vật chính có thể sử dụng một đội hai thành viên kiểm soát bởi AI trong trận chiến, mà thường bao gồm các thành viên được tuyển dụng từ những nơi khác nhau và vì nhiều lý do khác nhau, và sống trên Normandy, tàu không gian của Shepard. Người chơi có thể đưa ra những quyết định quan điểm tùy thuộc vào tình hình. Tại những thời điểm này, người chơi sẽ có nhiều bộ lựa chọn đối thoại để phản ứng với các NPC, được phân cách bằng giai điệu. Bắt đầu từ Mass Effect 2, người chơi có thể làm gián đoạn các đoạn phim cắt cảnh bằng cách bình tĩnh hoặc tiêu cực. Các game thường có nhiều mini-game uống rượu, nhảy múa và hẹn hò với nhân vật. Một trò chơi lớn thứ tư đã được đồn đại bởi Casey Hudson, mà theo lời ông "Chúng tôi đang ở trong giai đoạn đầu của việc thiết kế một trò chơi Mass Effect hoàn toàn mới. Bạn muốn nhìn thấy gì ở trong đó?" .

### Bộ ba gốc
- Mass Effect (2007): Trò chơi đầu tiên trong thương hiệu ban đầu được tạo ra như là một tựa game độc quyền cho Xbox 360, nhưng sau đó được chuyển đến Microsoft Windows bởi Demiurge Studios và sẽ được chuyển đến PlayStation 3 trong tương lai. Trò chơi tập trung vào nhân vật chính, Tư lệnh Shepard, và nhiệm vụ của anh/cô là ngăn chặn Spectre nổi loạn Saren Arterius đang chỉ huy một đội quân geth để chinh phục thiên hà. Trong quá trình theo đuổi Saren, Shepard biết được một mối đe dọa lớn hơn nhiều là Reaper. Saren bị điều khiển tinh thần bởi Reaper tiên phong Sovereign, được phái đến Citadel Space để bắt đầu cuộc thanh trừng của tất cả đời sống sinh tiên tiến trong thiên hà, một chu kỳ lặp đi lặp lại bởi Reaper cứ mỗi 50.000 năm. Mass Effect đã nhận được sự hoan nghênh bởi nhiều nhà đánh giá và thu hút được một lượng lớn fan hâm mộ sau này.
- Mass Effect 2 (2010): Trò chơi chính thứ hai trong thương hiệu này được phát hành vào ngày 26 tháng 1 năm 2010 ở Bắc Mỹ và 29 tháng 1 tại châu Âu [5]. Một lượng lớn các bí mật bao quanh trò chơi trước khi phát hành, ngoại trừ việc Casey Hudson, Giám đốc dự án BioWare, nói rằng "người chơi nên giữ lưu các tập tin của họ, bởi vì quyết định được đưa ra bởi người chơi trong trò chơi đầu tiên sẽ tiếp tục có ảnh hưởng đến nhân vật của họ trong phần tiếp theo." [6][7] Trò chơi diễn ra hai năm sau các sự kiện của Mass Effect. Thuộc địa của con người đang bị tấn công, người dân biến mất không một dấu vết. Nhân vật chính của trò chơi, Tư lệnh Shepard buộc phải liên minh với các tổ chức bán quân sự ủng hộ con người, Cerberus, trong một nỗ lực để khám phá ra nguyên nhân. Bằng chứng xuất hiện chỉ đến 'Collectors', một chủng tộc bí ẩn sở hữu công nghệ cao. Phát hiện việc Collectors đang làm việc với Reaper, Shepard phải dấn thân vào một "nhiệm vụ tự sát" để ngăn chặn Collectors với sự giúp đỡ của một đội ngũ các binh sĩ, sát thủ, lính đánh thuê và các chuyên gia. Mass Effect 2 nhận được nhiều lời khen ngợi khi phát hành cho nhân vật, cốt truyện, lồng tiếng, với lối chơi và chiến đấu được tinh chế với nhiều nhà phê bình gọi đó là một cải tiến lớn so với bản gốc và dễ dàng là ứng cử viên của Game of the Year mặc dù chỉ mới phát hành trong tháng 1. Tại Gamescom 2010, có thông báo rằng một phiên bản PlayStation 3 sẽ có sẵn trong tháng 1 năm 2011. Mặc dù chủ sở hữu PlayStation 3 sẽ có thể chơi phần hai, Microsoft vẫn giữ bản quyền trò chơi đầu tiên cho đến khi Mass Effect Trilogy Edition được phát hành cho PlayStation 3.
- Mass Effect 3 (2012): Trò chơi thứ ba và cuối cùng trong bộ ba Mass Effect, trò chơi được phát hành vào ngày 6 tháng 3 năm 2012 [8]. Casey Hudson nhận xét rằng Mass Effect 3 "được dễ dàng [phát triển] hơn vì chúng ta không phải lo lắng về tính liên tục vào trong những game kế tiếp " [9]. Tuy nhiên, quyết định vẫn sẽ được đưa vào từ hai tựa game trước Mass Effect 3 để giữ tính liên tục trong bộ ba [10]. Trong chương cuối cùng của bộ ba, Reaper đã quay lại và đã bắt đầu cuộc thanh lọc thiên hà, tấn công thế giới con người là Trái Đất. Trong cuộc tấn công này Tư lệnh Shepard đang ở trên Trái Đất và buộc phải dời đi [11]. Sau khi dời khỏi Trái Đất, Shepard phải chạy đua với thời gian để tập hợp các chủng tộc tiên tiến của thiên hà không chỉ để cứu Trái Đất nhưng cũng để phá vỡ một chu kỳ đã tiếp tục trong hàng triệu năm. Casey Hudson tuyên bố trong một cuộc phỏng vấn tại Consumer Electronics Show Mass Effect 3 sẽ hoàn thành câu chuyện của Tư lệnh Shepard, và sẽ kéo trong hơn 1.000 biến thểtừ Mass Effect và Mass Effect 2 để định hình cách người chơi trải nghiệm chương cuối cùng. Đoạn trailer chính thức đầu tiên được công bố vào ngày 11 tháng 12 năm 2010 tại Spike TV Video Game Awards [12].

#### Mass EffectTrilogy Edition
Ngày 26 tháng 9 năm 2012, BioWare công bố Mass Effect Trilogy Edition, một tái phát hành của cả ba trò chơi trong một gói, bao gồm một vỏ hộp cao cấp mới có ảnh nghệ thuật của Tư lệnh Shepard, và thành phần multiplayer của Mass Effect 3 vẫn có sẵn. Gói phần mềm này được phát hành vào ngày 6 tháng 11 năm 2012 cho Xbox 360 và Microsoft Windows, và sẽ được phát hành vào ngày 4 tháng 12 năm 2012 cho PlayStation 3 (trùng với việc phát hành trên PlayStation Network của trò chơi đầu tiên) .

### Spin-off
- Mass Effect Galaxy (2009): Đây là bối cảnh thiết lập giữa các sự kiện của Mass Effect và Mass Effect 2 và độc quyền trên iOS. Câu chuyện được tập trung xung quanh hai nhân vật xuất hiện là thành viên trong Mass Effect 2: Jacob Taylor và Miranda Lawson. Khi tàu chở khách Jade Arcturian bị tấn công bởi Batarian với Jacob trên đó, anh có nhiệm vụ bảo vệ tàu. Sau khi đưa tàu đến Citadel an toàn, chỉ huy cũ của Jacob tiết lộ cho anh về một đặc vụ Alliance đang bí mật hoạt động ở Abyss Nemean để điều tra các hoạt động đáng ngờ của Batarian.
- Mass Effect: Infiltrator (2012): Một trò chơi bắn súng góc nhìn thứ ba được phát hành trên Android và iOS. Câu chuyện của Infiltrator liên quan đến Randall Ezno, một đặc vụ Cerberus, người phát hiện ra sự tàn ác của Cerberus và nổi loạn, giết chết lính Cerberus và giải phóng các tù nhân từ một cơ sở thù địch. Người chơi sẽ "nhận được phần thưởng" thu thập bằng chứng về tội ác của Cerberus. Theo EA, "Mỗi giải cứu thành công và khám phá thông tin trong Infiltrator sẽ tăng Galactic Readiness của người chơi thông qua hệ thống 'Galaxy at War' trong Mass Effect 3." [14]
- Mass Effect: Datapad (2012): Một ứng dụng miễn phí cho iOS, Datapad sẽ cho phép người chơi kiểm tra tình trạng của bản đồ thiên hà trong Mass Effect 3 và nhận tin nhắn từ các nhân vật. Datapad cũng sẽ chứa thông tin về các nhân vật, chủng tộc, phương tiện, vũ khí, và cốt truyện của vũ trụ Mass Effect, cũng như một mini-game tương tác với hệ thống 'Galaxy at War' của Mass Effect 3.

#### Tương lai của thương hiệu
Ngày 12 tháng 11 năm 2012, BioWare công bố trong blog của họ về việc chính thức làm việc trên Mass Effect 4 và trò chơi sẽ sử dụng Engine Frostbite 2, giống như Dragon Age III: Inquisition .

## Chuyển thể

### Tiểu thuyết
- Mass Effect: Revelation (2007): Cuốn tiểu thuyết đầu tiên dựa trên Mass Effect, cốt truyện tập trung xung quanh David Anderson, lúc đó là Trung úy và kể về câu chuyện làm thế nào mà ông biết Saren. Nó mở rộng lịch sử của vũ trụ Mass Effect và tiết lộ chi tiết về việc Anderson không để trở thành Spectre con người đầu tiên. Mass Effect: Revelation được viết bởi Drew Karpyshyn.
- Mass Effect: Ascension (2008): Cuốn tiểu thuyết thứ hai dựa trên Mass Effect, cốt truyện của nó tập trung quanh nhân vật chính Paul Grayson, một thành viên của Cerberus, người phụ trách nuôi một cô gái biotic có tên là Gillian. Nó được thiết lập khoảng hai tháng sau khi kết thúc của trò chơi đầu tiên. Mass Effect: Ascension là cuốn tiểu thuyết thứ hai thiết lập trong vũ trụ Mass Effect được viết bởi Drew Karpyshyn [16].
- Mass Effect: Retribution (2010): Ngày 27 tháng 7 năm 2010, Bioware phát hành cuốn tiểu thuyết Mass Effect thứ ba viết bởi Drew Karpyshyn, một phần tiếp theo của Mass Effect 2 và Mass Effect: Ascension.
- Mass Effect: Deception (2012): Tiểu thuyết Mass Effect thứ tư, trung vào Gillian Grayson. Cuốn sách đầu tiên trong thương hiệu được viết bởi William C. Dietz. Câu chuyện của cuốn tiểu thuyết là: Gillian từng là đối tượng của các thí nghiệm khoa học kinh hoàng, nhưng sau khi được giải cứu, cô bắt đầu làm chủ sức mạnh tuyệt vời của cô. Khi cô bị một nhóm cực đoan thuyết phục rằng sức mạnh của họ làm cho họ cao quý hơn người bình thường, cô thấy mình phải đối mặt với một sự lựa chọn giữa số phận và nhân tính của mình. Đánh giá cho cuốn tiểu thuyết chủ yếu là tiêu cực do một số lượng lớn mâu thuẫn với truyền thuyết và đặc tính, khiến nhiều người hâm mộ kiến nghị Bioware bỏ qua cuốn tiểu thuyết như kinh điển [17][18][19]. Trong phản ứng với các khiếu nại này, Bioware và Del Rey thông báo rằng một số thay đổi đang được thực hiện cho các phiên bản tương lai của tiểu thuyết [20].

### Truyện tranh

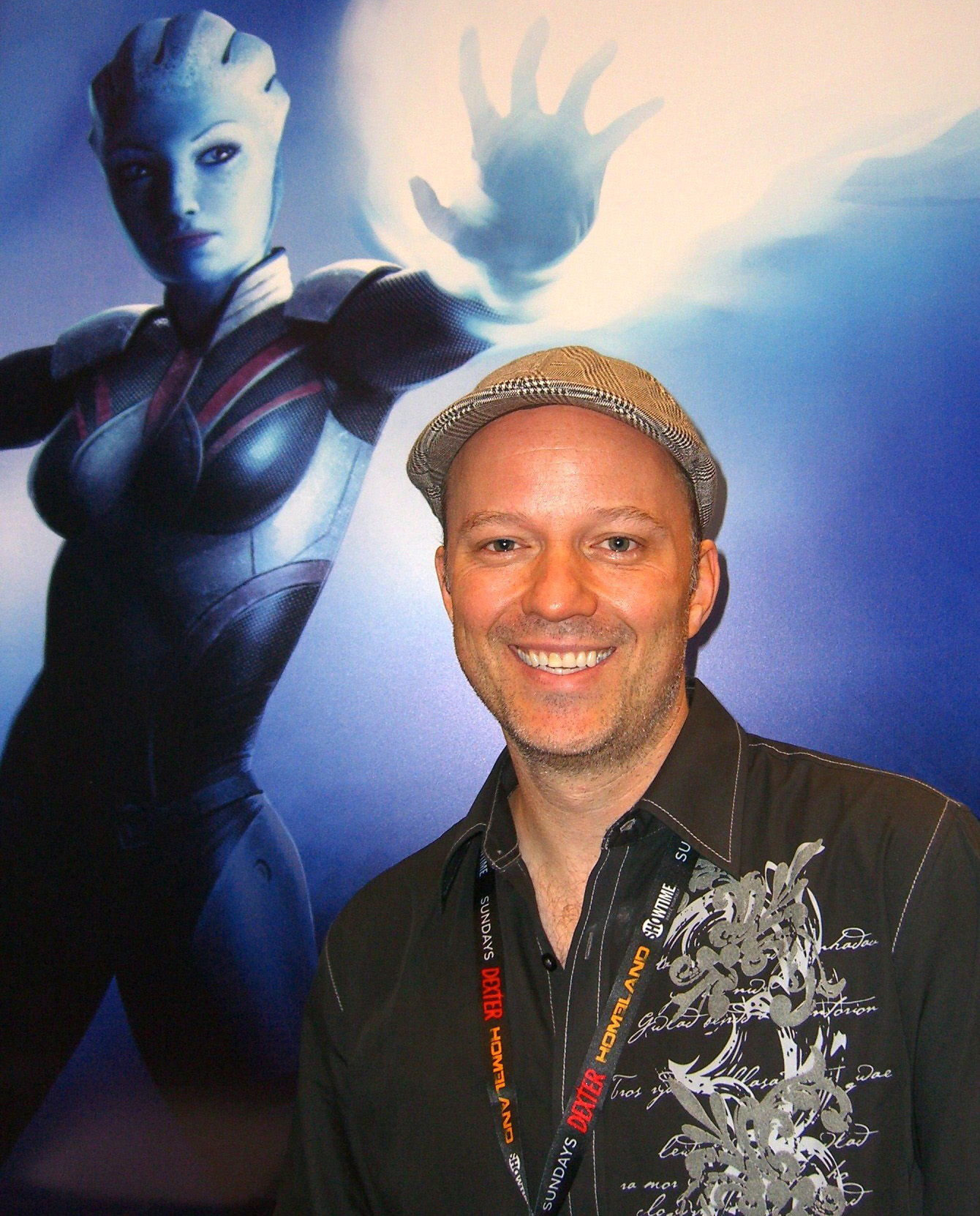
Nhà văn Mac Walters đứng trước poster Mass Effect tại khu vực của Dark Horse Comics tại New York Comic Con năm 2011.

- Mass Effect: Redemption là truyện tranh bốn phần được phát hành giữa tháng 1 và tháng 4 năm 2010. Câu chuyện xoay quanh Liara T'Soni, được thiết lập trong giai đoạn chuyển tiếp giữa đoạn mở đầu và cốt truyện chính của Mass Effect 2 và có liên quan đến DLC Lair of the Shadow Broker được phát hành cho trò chơi [21].
- Mass Effect: Incursion là truyện tranh tám phần theo sau cuộc gặp gỡ của Aria T'Loak với Collector một tuần trước khi sự kiện mở đầu của Mass Effect 2. Sự kiện của Incursion liên kết với bộ truyện Mass Effect: Redemption. Nó có mặt ngày 21 tháng 6 năm 2010 thông qua IGN [22].
- Mass Effect: Inquisition là truyện tranh ngắn 8 trang phát hành vào ngày 25 tháng 10 năm 2010, thông qua USA Today [23]. Diễn ra sau Mass Effect 2, cốt truyện xoay quanh Đại uý Armando Bailey và điều tra của ông về chấp hành viên Pallin và những cáo buộc về tham nhũng trong C-Sec.
- Mass Effect: Conviction là truyện tranh ngắn 8 trang có sẵn thông qua phân phối kỹ thuật số độc quyền thông qua các nhà bán lẻ tham gia. Phát hành vào tháng 9 năm 2011, nó giới thiệu nhân vật James Vega trước các sự kiện của Mass Effect 3.
- Mass Effect: Evolution là truyện tranh bốn phần. Số đầu tiên được phát hành vào tháng 1 năm 2011. Câu chuyện của nó tập trung vào nguồn gốc của Illusive Man và được thiết lập trong First Contact War, ngay sau sự phát hiện Mass Relays [24].
- Mass Effect: Invasion là truyện tranh bốn phần được phát hành giữa tháng 10 năm 2011 và tháng 1 năm 2012. Theo sau Aria T'Loak, nữ hoàng cướp biển của trạm không gian Omega, khi nơi này bị tấn công từ một mối đe dọa mới được tung ra bởi tổ chức Cerberus.
- Mass Effect: Homeworlds là loạt truyện tranh viết bằng văn bản nhà văn Mac Walters của Mass Effect 2 và Mass Effect 3. Phát hành vào tháng 4 năm 2012, mỗi tập tập trung vào một nhân vật chính từ Mass Effect 3.
- Blasto: Eternity is Forever là truyện tranh một tập viết bởi Mac Walters phát hành vào ngày 7 tháng 11 năm 2012. Nó kể về Blasto, một Spectre hanar hư cấu đặc trưng trong nhiều bộ phim trong vũ trụ Mass Effect [25].

### Phim
Vào ngày 24 tháng 5 năm 2010, EA công bố Legendary Pictures và Warner Bros. mua bản quyền phim Mass Effect, điều hành sản xuất của trò chơi là Casey Hudson, cũng như Ray Muzyka và Greg Zeschuck từ BioWare, phục vụ như giám đốc sản xuất. Ban đầu, Legendary có kế hoạch sản xuất bộ phim với Thomas Tull, Jon Jashni và Avi Arad, với kịch bản viết bởi Mark Protosevich . Protosevich và nhà sản xuất đã tuyên bố rằng bộ phim sẽ theo cốt truyện của trò chơi gốc .
Ngày 24 tháng 10 năm 2012, Variety thông báo rằng Morgan Davis Foehl sẽ là người viết kịch bản .

### Anime
- Mass Effect: Paragon Lost: Ngày 7 tháng 4 năm 2011, EA công bố rằng nhà phân phối anime Funimation Entertainment và hãng phim Nhật T.O Entertainment sẽ sản xuất một bộ phim chuyển thể anime dựa vào thương hiệu [29]. Bộ phim sẽ được phát hành vào ngày 28 tháng 12 năm 2012 [30]. Phục vụ như là phần trước của Mass Effect 3 và sau sự nghiệp ban đầu của James Vega khi ông dẫn một đội Lực lượng đặc biệt ưu tú vào cuộc chiến chống lại Collector. Đóng tại một thuộc địa trong một hệ sao hẻo lánh, Vega và người của anh phải bảo vệ thường dân ra khỏi cuộc xâm lược của Collector, người muốn bắt các cư dân cho một mục đích bí ẩn.

### Phim của fan
- Mass Effect: Assignment (2012) là một bộ phim của fan hâm mộ hoạt động như một câu chuyện bên lề của Mass Effect trong cùng khoản thời gian, theo sau một nhóm nhân vật gốc. Bộ phim xoay quanh câu chuyện của hai N7 Soldiers, Meer và Hale, những người đang săn lùng Defoe, một tay buôn lậu hàng hóa được quan tâm rất nhiều người. Bộ phim được sản xuất bởi bộ đôi làm phim Sneaky Zebra và được đánh dấu là phim đầu tiên của fan hâm mộ trong vũ trụ Mass Effect. Bộ phim có yếu tố tương tác độc đáo giống như loạt trò chơi cho phép người xem để chọn hướng đi của cốt truyện đến bốn kết thúc có thể [31]. Ba teaser trailer dựa trên nhân vật đã được phát hành trong tháng 12 năm 2011 thông qua Machinma với một phiên bản ngắn đầy đủ được phát hành vào tháng 2 năm 2012 [31][32].
- Red Sand (2012) là một bộ phim của fan hâm mộ phục vụ như là phần trước của thương hiệu Mass Effect. Nó được thiết lập 35 năm trước cốt truyện của trò chơi và kể lại câu chuyện về sự khám phá của những tàn tích Prothean cổ ở Sao Hỏa. Bộ phim có Mark Meer, diễn viên lồng tiếng cho phiên bản nam của Tư lệnh Shepard trong trò chơi, trong vai Đại tá Jon Grissom. Nó được sản xuất bởi các sinh viên và giảng viên của Chương trình Video Kỹ thuật Số tại Đại học Công nghệ cao tại Tempe, Arizona [33][34][35].

## Nhân vật

### Nhân vật của trò chơi chính
Chú ý" Một số nhân vật có thể hoặc không thể xuất hiện trong Mass Effect 3, tùy thuộc vào số phận của họ trong các trò chơi trước đó. Một số các nhân vật trong Mass Effect 2 chỉ xuất hiện nếu người chơi cài đặt DLC có liên quan.
| Nhân vật                          | Trò chơi                           | Trò chơi                           | Trò chơi                           |
| Nhân vật                          | Mass Effect                        | Mass Effect 2                      | Mass Effect 3                      |
| --------------------------------- | ---------------------------------- | ---------------------------------- | ---------------------------------- |
| Tư lệnh Shepard                   | Jennifer Hale (nữ) Mark Meer (nam) | Jennifer Hale (nữ) Mark Meer (nam) | Jennifer Hale (nữ) Mark Meer (nam) |
| Liara T'Soni                      | Ali Hillis                         | Ali Hillis                         | Ali Hillis                         |
| Ashley Williams                   | Kimberly Brooks                    | Kimberly Brooks                    | Kimberly Brooks                    |
| Kaidan Alenko                     | Raphael Sbarge                     | Raphael Sbarge                     | Raphael Sbarge                     |
| Garrus Vakarian / Archangel       | Brandon Keener                     | Brandon Keener                     | Brandon Keener                     |
| Tali'Zorah vas Normandy/nar Rayya | Liz Sroka                          | Liz Sroka                          | Liz Sroka                          |
| Miranda Lawson                    |                                    | Yvonne Strahovski                  | Yvonne Strahovski                  |
| Illusive Man                      |                                    | Martin Sheen                       | Martin Sheen                       |
| Jeff "Joker" Moreau               | Seth Green                         | Seth Green                         | Seth Green                         |
| David Anderson                    | Keith David                        | Keith David                        | Keith David                        |
| Urdnot Wrex                       | Steve Barr                         | Steve Barr                         | Steve Barr                         |
| Jacob Taylor                      |                                    | Adam Lazarre-White                 | Adam Lazarre-White                 |
| Mordin Solus                      |                                    | Michael Beattie                    | William Salyers                    |
| Jack / Subject Zero               |                                    | Courtenay Taylor                   | Courtenay Taylor                   |
| Grunt                             |                                    | Steven Blum                        | Steven Blum                        |
| Thane Krios                       |                                    | Keythe Farley                      | Keythe Farley                      |
| Legion                            |                                    | D.C. Douglas                       | D.C. Douglas                       |
| Samara                            |                                    | Maggie Baird                       | Maggie Baird                       |
| Morinth                           |                                    | Natalia Cigliuti                   | Appeared                           |
| Zaeed Massani                     |                                    | Robin Sachs                        | Robin Sachs                        |
| Kasumi Goto                       |                                    | Kym Lane                           | Kym Lane                           |
| EDI                               |                                    | Tricia Helfer                      | Tricia Helfer                      |
| James Vega                        |                                    |                                    | Freddie Prinze, Jr.                |
| Javik / The Prothean              |                                    |                                    | Ike Amadi                          |
| Đại sứ Donnel Udina               | Bill Ratner                        | Bill Ratner                        | Bill Ratner                        |
| Đô đốc Steven Hackett             | Lance Henriksen                    | Lance Henriksen                    | Lance Henriksen                    |
| Nghị viên Tevos                   | Jan Alexandra Smith                | Jan Alexandra Smith                | Jan Alexandra Smith                |
| Nghị viên Valern                  | Armin Shimerman                    | Armin Shimerman                    | Armin Shimerman                    |
| Nghị viên Sparatus                | Alastair Duncan                    | Alastair Duncan                    | Alastair Duncan                    |
| Conrad Verner                     | Jeff Page                          | Jeff Page                          | Jeff Page                          |
| Đội trưởng Kirrahe                | George Szilagyi                    |                                    | George Szilagyi                    |
| Saren Arterius                    | Fred Tatasciore                    |                                    |                                    |
| Matriarch Benezia                 | Marina Sirtis                      |                                    |                                    |
| Sovereign                         | Peter Jessop                       |                                    |                                    |
| Hoa tiêu Charles Pressly          | Dwight Schultz                     | Dwight Schultz                     |                                    |
| Kelly Chambers                    |                                    | Cara Pifko                         | Cara Pifko                         |
| Aria T'Loak                       |                                    | Carrie-Anne Moss                   | Carrie-Anne Moss                   |
| Bác sĩ Karin Chakwas              | Carolyn Seymour                    | Carolyn Seymour                    | Carolyn Seymour                    |
| Bác sĩ Chloe Michel               | Jan Alexandra Smith                |                                    | Jan Alexandra Smith                |
| Đội trưởng Armando Bailey         |                                    | Michael Hogan                      | Michael Hogan                      |
| Gatatog Uvenk                     |                                    | Michael Dorn                       |                                    |
| Kal'Reegar                        |                                    | Adam Baldwin                       |                                    |
| Đô đốc Shala'Raan vas Tonbay      |                                    | Shoreh Aghdashloo                  | Shoreh Aghdashloo                  |
| Harbinger                         |                                    | Keith Szarabajka                   | Keith Szarabajka                   |
| Khalisah Bint Sinan al-Jilani     | April Banigan                      | April Banigan                      | April Banigan                      |
| Shadow Broker                     |                                    | Steven Blum                        |                                    |
| Steve Cortez                      |                                    |                                    | Matthew Del Negro                  |
| Samantha Traynor                  |                                    |                                    | Alix Wilton Regan                  |
| Diana Allers                      |                                    |                                    | Jessica Chobot                     |
| Kai Leng                          |                                    |                                    | Troy Baker                         |
| Kahlee Sanders                    |                                    |                                    | Grey DeLisle                       |
| Leviathan                         |                                    |                                    | Anthony Skordi                     |
| Tiến sĩ Ann Bryson                |                                    |                                    | Fay Masterson                      |
| Randall Enzo                      |                                    |                                    | Jay Anthony Franke                 |

### Nhân vật của trò chơi spin-off
| Character                 | Game               | Game                     |
| Character                 | Mass Effect Galaxy | Mass Effect: Infiltrator |
| ------------------------- | ------------------ | ------------------------ |
| Jacob Taylor              | Xuất hiện          |                          |
| Miranda Lawson            | Xuất hiện          |                          |
| Jath'Amon                 | Xuất hiện          |                          |
| Derek Izunami             | Xuất hiện          |                          |
| Nax                       | Xuất hiện          |                          |
| Batha                     | Xuất hiện          |                          |
| Clint "Black Eye" Darragh | Xuất hiện          |                          |
| Illo Nazario              | Xuất hiện          |                          |
| Randall Ezno              |                    | Xuất hiện                |

### Nhân vật của tiểu thuyết/truyện tranh
| Nhân vật          | Tiểu thuyết             | Tiểu thuyết            | Tiểu thuyết              | Tiểu thuyết            |
| Nhân vật          | Mass Effect: Revelation | Mass Effect: Ascension | Mass Effect: Retribution | Mass Effect: Deception |
| ----------------- | ----------------------- | ---------------------- | ------------------------ | ---------------------- |
| Kahlee Sanders    | Xuất hiện               | Xuất hiện              | Xuất hiện                | Xuất hiện              |
| David Anderson    | Xuất hiện               | Nhắc đến               | Xuất hiện                | Xuất hiện              |
| Illusive Man      |                         | Xuất hiện              | Xuất hiện                | Xuất hiện              |
| Paul Grayson      |                         | Xuất hiện              | Xuất hiện                | Nhắc đến               |
| Gillian Grayson   |                         | Xuất hiện              | Nhắc đến                 | Xuất hiện              |
| Hendel Mitra      |                         | Xuất hiện              | Nhắc đến                 | Xuất hiện              |
| Saren Arterius    | Xuất hiện               | Mentioned              | Mentioned                | Mentioned              |
| Jon Grissom       | Xuất hiện               | Nhắc đến               | Nhắc đến                 |                        |
| Kai Leng          |                         |                        | Xuất hiện                | Xuất hiện              |
| Aria T'Loak       |                         |                        | Xuất hiện                | Xuất hiện              |
| Nick Donahue      |                         | Xuất hiện              | Xuất hiện                | Xuất hiện              |
| Commander Shepard |                         | Nhắc đến               | Nhắc đến                 | Nhắc đến               |

| Nhân vật                   | Truyện tranh            | Truyện tranh           | Truyện tranh          | Truyện tranh            | Truyện tranh ngắn      | Truyện tranh ngắn       | Truyện tranh ngắn       |
| Nhân vật                   | Mass Effect: Redemption | Mass Effect: Evolution | Mass Effect: Invasion | Mass Effect: Homeworlds | Mass Effect: Incursion | Mass Effect: Inquistion | Mass Effect: Conviction |
| -------------------------- | ----------------------- | ---------------------- | --------------------- | ----------------------- | ---------------------- | ----------------------- | ----------------------- |
| Illusive Man / Jack Harper | Xuất hiện               | Xuất hiện              | Xuất hiện             |                         |                        |                         |                         |
| Aria T'Loak                | Xuất hiện               |                        | Xuất hiện             |                         | Xuất hiện              |                         |                         |
| Liara T'Soni               | Xuất hiện               |                        |                       | Xuất hiện               |                        |                         |                         |
| Feron                      | Xuất hiện               |                        |                       |                         |                        |                         |                         |
| Shadow Broker              | Xuất hiện               |                        |                       |                         |                        |                         |                         |
| Miranda Lawson             | Xuất hiện               |                        |                       |                         |                        |                         |                         |
| Tazzik                     | Xuất hiện               |                        |                       |                         |                        |                         |                         |
| Harbinger                  | Xuất hiện               |                        |                       |                         |                        |                         |                         |
| Saren Arterius             |                         | Xuất hiện              |                       | Nhắc đến                |                        |                         |                         |
| Eva Coré                   |                         | Xuất hiện              |                       |                         |                        |                         |                         |
| Tướng Williams             |                         | Xuất hiện              |                       |                         |                        |                         |                         |
| Desolas Arterius           |                         | Xuất hiện              |                       |                         |                        |                         |                         |
| Ben Hislop                 |                         | Xuất hiện              |                       |                         |                        |                         |                         |
| Anto Korragan              |                         |                        | Xuất hiện             |                         |                        |                         |                         |
| Oleg Petrovsky             |                         |                        | Xuất hiện             |                         |                        |                         |                         |
| Raymond Ashe               |                         |                        | Xuất hiện             |                         |                        |                         |                         |
| James Vega                 |                         |                        |                       | Xuất hiện               |                        |                         | Xuất hiện               |
| Tali'Zorah                 |                         |                        |                       | Xuất hiện               |                        |                         |                         |
| Garrus Vakarian            |                         |                        |                       | Xuất hiện               |                        |                         |                         |
| Armando Bailey             |                         |                        |                       |                         |                        | Xuất hiện               |                         |
| Người chấp hành Pallin     |                         |                        |                       |                         |                        | Xuất hiện               |                         |
| Donnel Udina               |                         |                        |                       |                         |                        | Xuất hiện               |                         |
| David Anderson             |                         |                        |                       |                         |                        |                         | Xuất hiện               |
| Tư lệnh Shepard            | Nhắc đến                |                        |                       |                         |                        |                         | Xuất hiện               |

## Đánh giá
| Trò chơi      | GameRankings                           | Metacritic                 |
| ------------- | -------------------------------------- | -------------------------- |
| Mass Effect   | (X360) 91.25% (PC) 89.71%              | (X360) 91 (PC) 89          |
| Mass Effect 2 | (X360) 95.66% (PC) 94.48% (PS3) 93.17% | (X360) 96 (PC) 94 (PS3) 94 |
| Mass Effect 3 | (X360) 92.12% (PS3) 91.73% (PC) 87.75% | (X360) 93 (PS3) 93 (PC) 89 |

Tất cả ba trò chơi của bộ ba Mass Effect là một thành công thương mại cũng được đánh giá cao. Thương hiệu được đánh giá cao về câu chuyện, phát triển nhân vật, vũ trụ, lồng tiếng và nhấn mạnh vào sự lựa chọn của người chơi ảnh hưởng đến kinh nghiệm. Câu chuyện thường được trích dẫn cho chất điện ảnh và cộng hưởng cảm xúc của mình, và đã được so sánh với Star Wars và The Lord of the Rings.
Đoạn kết của Mass Effect 3 nhận được thông tin phản hồi tiêu cực bởi rất nhiều fan hâm mộ của thương hiệu, do thiếu kết thúc và các yếu tố cốt truyện mới được giới thiệu. Kết quả là, một vài nhóm, chẳng hạn như Retake Mass Effect 3, được tạo ra để thuyết phục BioWare để viết lại kết thúc, dẫn đến việc phát hành Extended Cut DLC.